# Melchior Broederlam

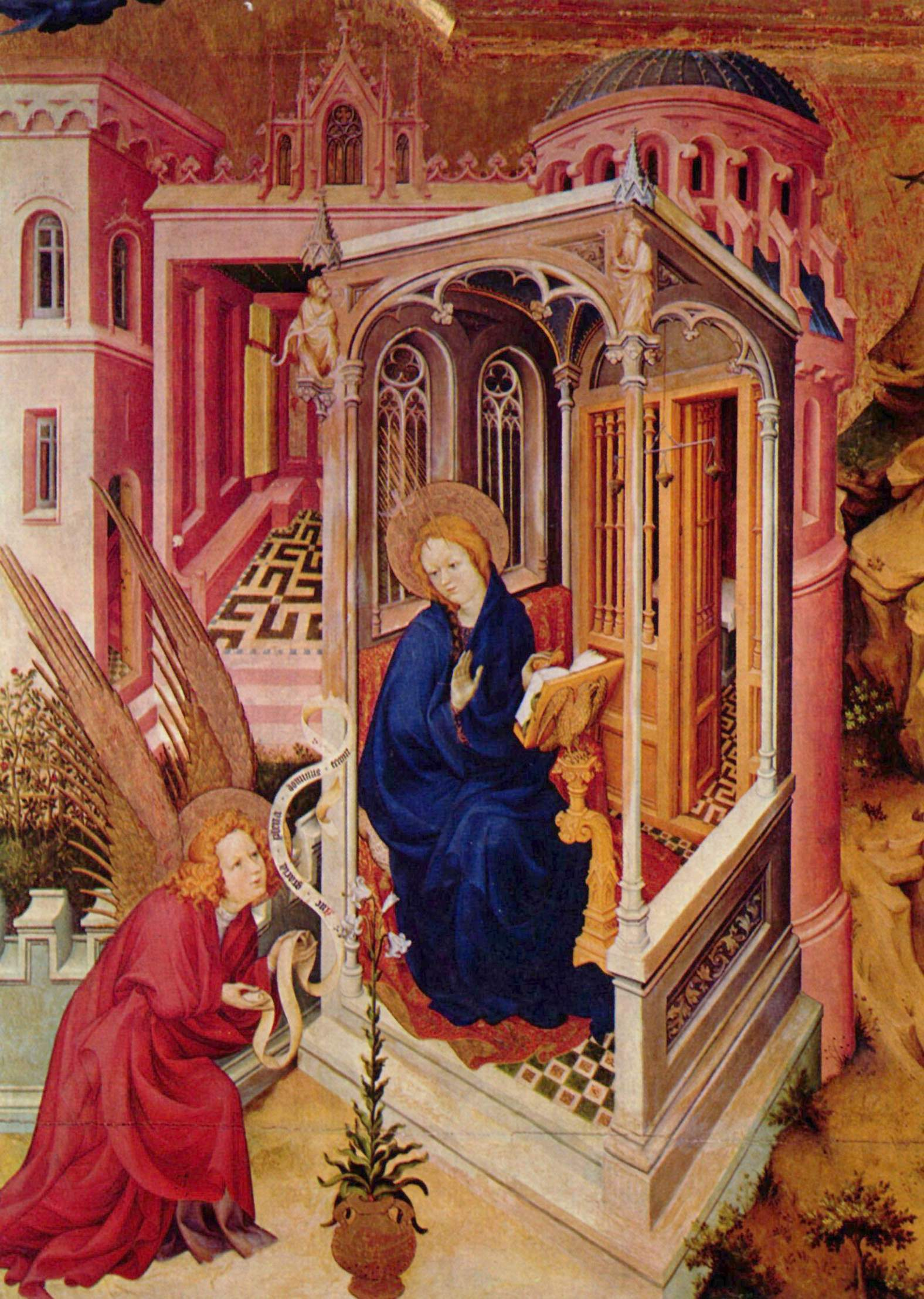
Fragment Ołtarza z Dijon Zwiastowanie

Melchior Broederlam (wzmiankowany w latach 1381–1410) – malarz flamandzki, przedstawiciel gotyku międzynarodowego; nadworny malarz hrabiego Flandrii Ludwika II de Male oraz książąt Burgundii Filipa II Śmiałego i Jana bez Trwogi.
Pochodził zapewne z Ieper. Pierwsza wzmianka o nim pochodzi z kwietnia 1381 i dotyczy zapłaty w wysokości 44 liwrów za ozdobienie przezeń 5 krzeseł dla hrabiego Ludwika II de Male. 13 maja 1384 Melchior Broederlam otrzymał tytuł nadwornego malarza Filipa Śmiałego z pensją 200 franków (420 liwrów) rocznie. Wykonywał dekoracje, sztandary i chorągwie. 4 stycznia 1386 otrzymał 60 franków za ozdobienie karety Małgorzaty Flandryjskiej, żony Filipa Śmiałego. W 1392 zamówiono u niego skrzydła Ołtarza z Dijon. Kontrakt przewidywał honorarium w wysokości 800 franków. Praca została wykonana w latach 1393-1399. Z ołtarza tego do dziś zachowały się dwa skrzydła przedstawiające Zwiastowanie, Nawiedzenie św. Elżbiety, ofiarowanie Jezusa w świątyni oraz ucieczkę Świętej Rodziny do Egiptu. Dzieło to przechowywane jest w Musée des Beaux-Arts w Dijon. Ołtarz z Dijon jest jedyną pracą, w przypadku której autorstwo Broederlama nie pozostawia wątpliwości. Przypisuje mu się także inne dzieła, m.in. Dyptyk Wiltona (obecnie w zbiorach Galerii Narodowej w Londynie) i tapiserię Nawiedzenie (w kolekcji Metropolitan Museum of Art w Nowym Jorku).
Broederlam położył podwaliny pod późniejsze realistyczne malarstwo niderlandzkie. W swojej obrazach nie zachowywał perspektywy i rzeczywistych proporcji. Charakterystyczną cechą jego twórczości jest wyjątkowa staranność i realizm w przedstawianiu twarzy postaci.
Wpływ Broederlama jest widoczny w twórczości Jana van Eycka. Na obrazach tego drugiego – podobnie jak u Broederlama – jest zaznaczony kontrast między krajobrazem przedstawionym w tonacji zielonej i brązowej a ludźmi ubranymi w jaskrawoczerwone i niebieskie szaty. U Broederlama postacie ludzkie są jednak mniej plastyczne niż u Jana van Eycka.

## Literatura
- Durrien P., Broederlam Melchior [w:] Allgemeines Lexikon der bildenden Künstler von Antike bis zur Gegenwart, hrsg. von U. Thieme, F. Becker, Bd. 5, Leipzig 1911, s. 48.
- Lorenz P., Broederlam Melchior [w:] Saur Allgemeines Künstler-Lexikon. Die bildenden Künstler aller Zeiten und Völker, Bd. 14, München-Leipzig 1996, s. 326-327.
- Gotyk, pod red. R. Tomana, 2007, s. 396-397.